# Cotxe de doble pis
Un cotxe de dos nivells o de doble pis és un tipus de vagó de ferrocarril que té dos nivells d'allotjament de passatgers en lloc d'un, augmentant la capacitat de passatgers (fins a un 57% per cotxe en casos extrems).
L'ús de vagons de dos pisos pot resoldre problemes de capacitat en un ferrocarril, evitant altres opcions que tenen un cost d'infraestructura associat, com ara trens més llargs (que requereixen andanes més llargues), més trens per hora (que pot provocar col·lapses al sistema o problemes amb la senyalització o la seguretat) o afegir vies addicionals a més de la línia existent.
Els trens de dos pisos són més eficients energèticament i poden tenir un cost operatiu més baix per passatger. Un cotxe de dos nivells pot transportar més passatgers sense requerir gaire més material per construir-lo. No obstant això, un tren de dos nivells pot trigar més a intercanviar passatgers a cada estació, ja que més gent entrarà i sortirà de cada vagó (sobretot tenint en compte que en alguns casos es passa a tenir 3 accessos per lateral en un cotxe d'un nivell a 2 accessos per lateral a un cotxe de doble pis). L'augment del temps d'estada els fa més populars a les rutes de llarga distància que fan menys parades (i poden ser populars entre els passatgers per oferir una millor visió).

## Història

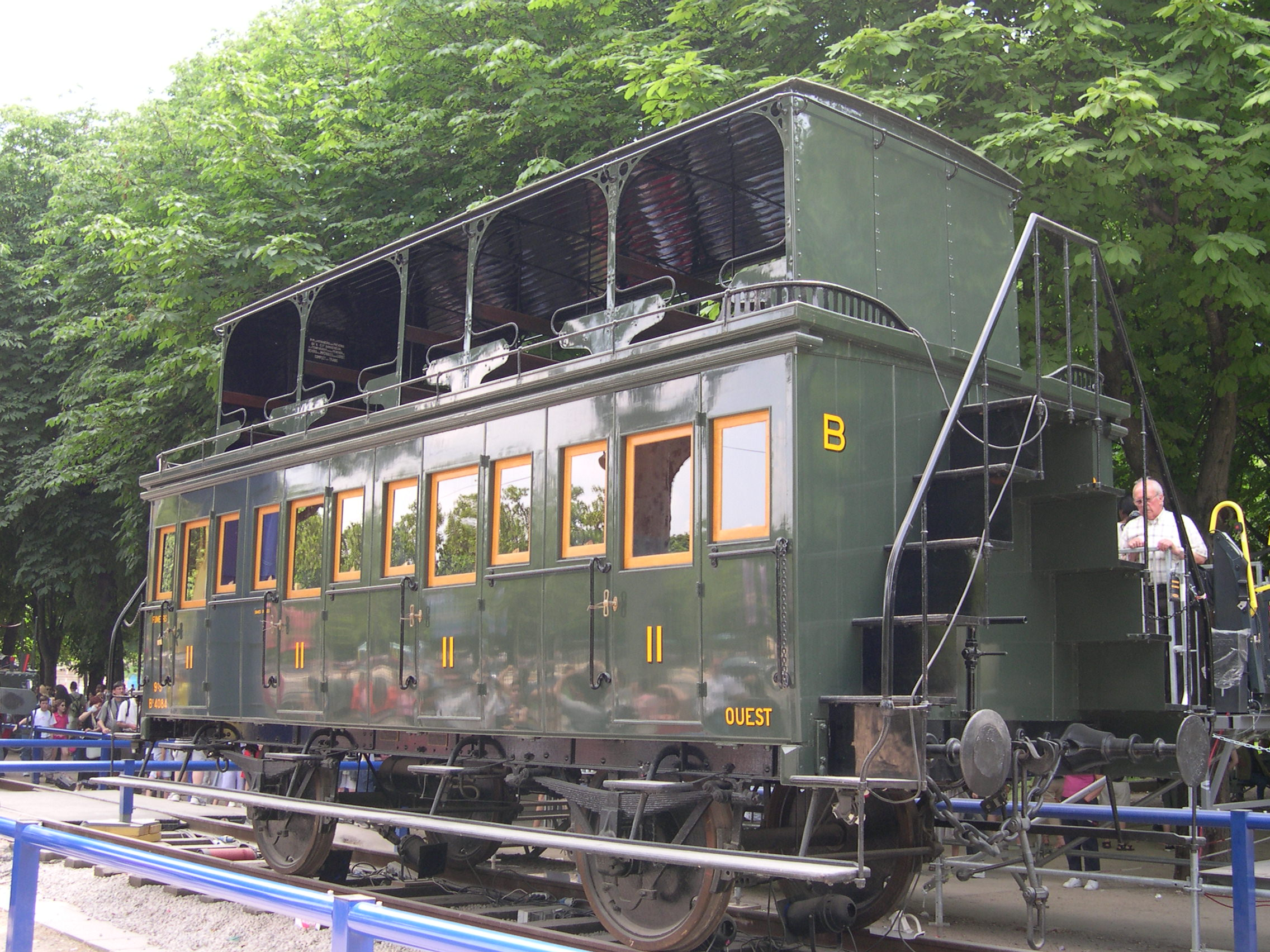
Cotxe de doble pis antic

Els cotxes de dos pisos daten almenys de la segona meitat del segle xix. A França, l'any 1850, es van començar a introduir diversos centenars de cotxes de doble pis amb seients al terrat, la coberta superior estava oberta als laterals amb un sostre lleuger o tendal que cobria els seients. A la dècada de 1860 es van introduir carruatges de dos pisos, amb carrosseria sencera, finestres i portes; el mateix disseny va baixar el terra del pis inferior per mantenir baix el centre de gravetat. Els cotxes tenien una alçada total de 4,17 metres amb l'alçada del sostre del nivell inferior del carro només 1,65 metres; els vagons tenien una capacitat màxima de 80 persones per vehicle. Aquests són un dels primers exemples de cotxes de dos nivells.

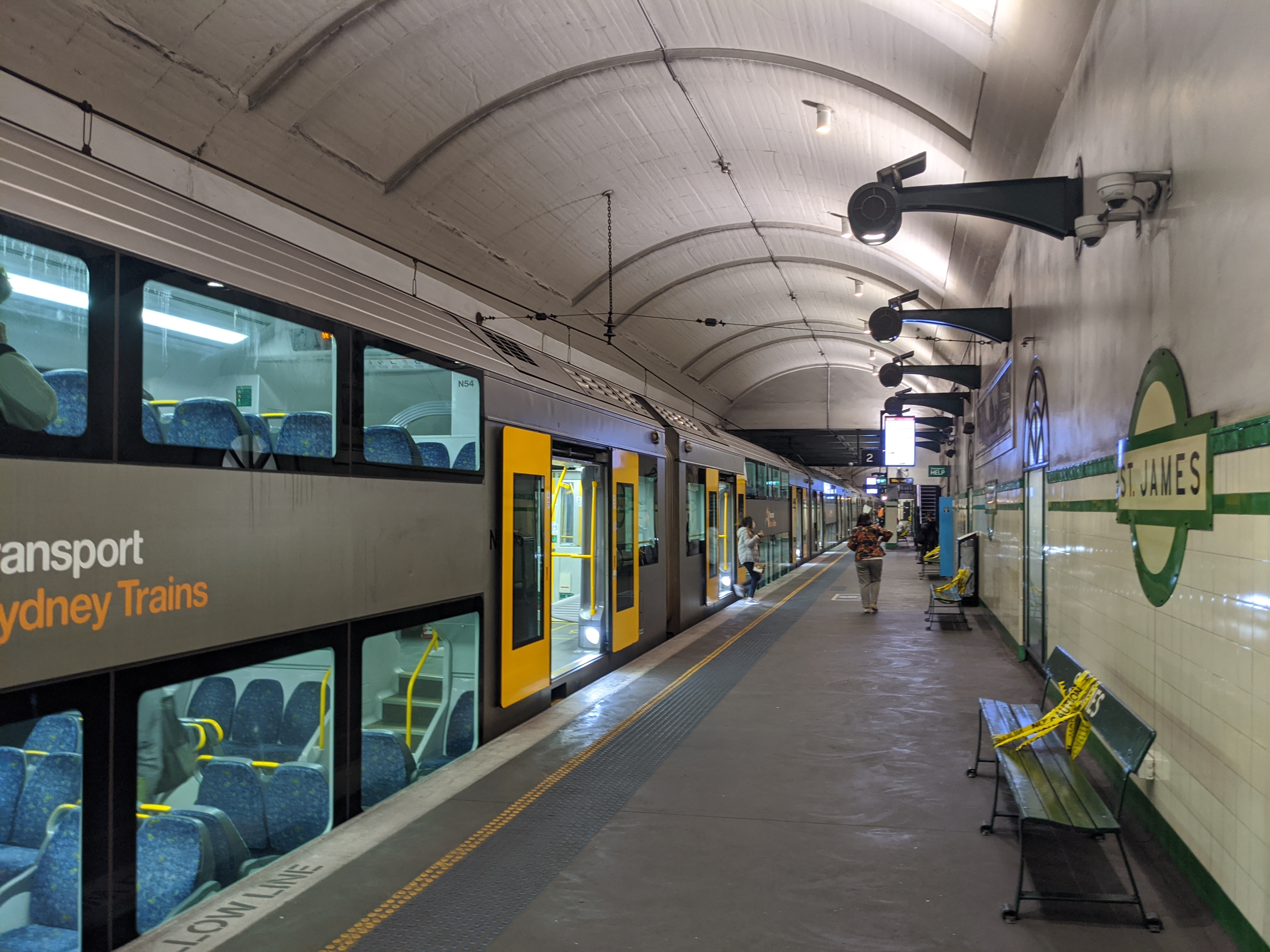
Tren de dos pisos a Sydney

El 1968 quatre vagons experimentals de dos pisos van entrar en servei a Sydney, Austràlia, aquest va ser el primer tren elèctric de passatgers d'unitat múltiple de dos pisos del món. Sydney va acabar adoptant un sistema de trens suburbans únicament de doble pis que manté actualment.

## Disseny típic
El disseny de dos pisos sol incloure baixar el pis inferior per sota del nivell superior de les rodes, més a prop dels rails, i després afegir un pis superior per sobre. Aquest disseny s'adapta a més ponts, túnels i cables d'alimentació. Per cost i seguretat, aquest disseny també minimitza l'alçada del cotxe i redueix el centre de gravetat.
Depenent de l'altura de les andanes de l'estació de tren, es poden utilitzar dos dissenys per a l'entrada: les andanes altes requereixen l'ús d'un disseny de cotxe de "nivell dividit", on les portes estan situades a un nivell mitjà, amb accés al nivell superior o inferior amb escales o rampes, de vegades aquesta configuració inclou una secció de seients al nivell mitjà a la secció d'entrada, amb doble nivell entre els dos accessos del cotxe). Per a les andanes baixes de l'estació de tren, s'utilitza un disseny de "dos pisos" amb entrada a nivell a la planta inferior.

## Problemes amb l'alçada de la plataforma i l'alçada del sòl
Hi ha quatre mesures d'alçada importants: alçada de la plataforma, alçada del nivell mitjà, alçada del pis de baix i alçada del pis de dalt. L'alçada de la plataforma determina l'alçada d'entrada a nivell com ara equipatges amb rodes, cotxets, cadires de rodes i bicicletes. L'alçada de la plataforma està idealment estandarditzada a totes les estacions a les quals serveix el tren. L'alçada del sòl dels vagons mitjà és important per a les portes que es situen a prop de les connexions dels vagons de ferrocarril d'un sol pis. La planta baixa o l'alçada del pis més baixa es determina principalment pel gruix de les bigues que connecten la llum entre les rodes d'un vagó, aquesta alçada és la més utilitzada per a aconseguir un accés a nivell des de les plataformes de les estacions. El pis de dalt ha d'encaixar sota ponts i túnels. L'alçada del pis d'entrada a nivell ha de coincidir amb l'alçada de la plataforma. Malgrat el nom de "doble pis" o "de dos pisos", el vagó tindrà fins a tres altures diferents del sòl.
La majoria dels trens de dos pisos de plataforma baixa tenen una entrada a nivell al nivell inferior del cotxe, cosa que permet l'accés amb cadira de rodes. Les portes de connexió entre els cotxes es troben a la planta superior o a un nivell intermedi sobre els cotxes.

## Operadors

### Argentina

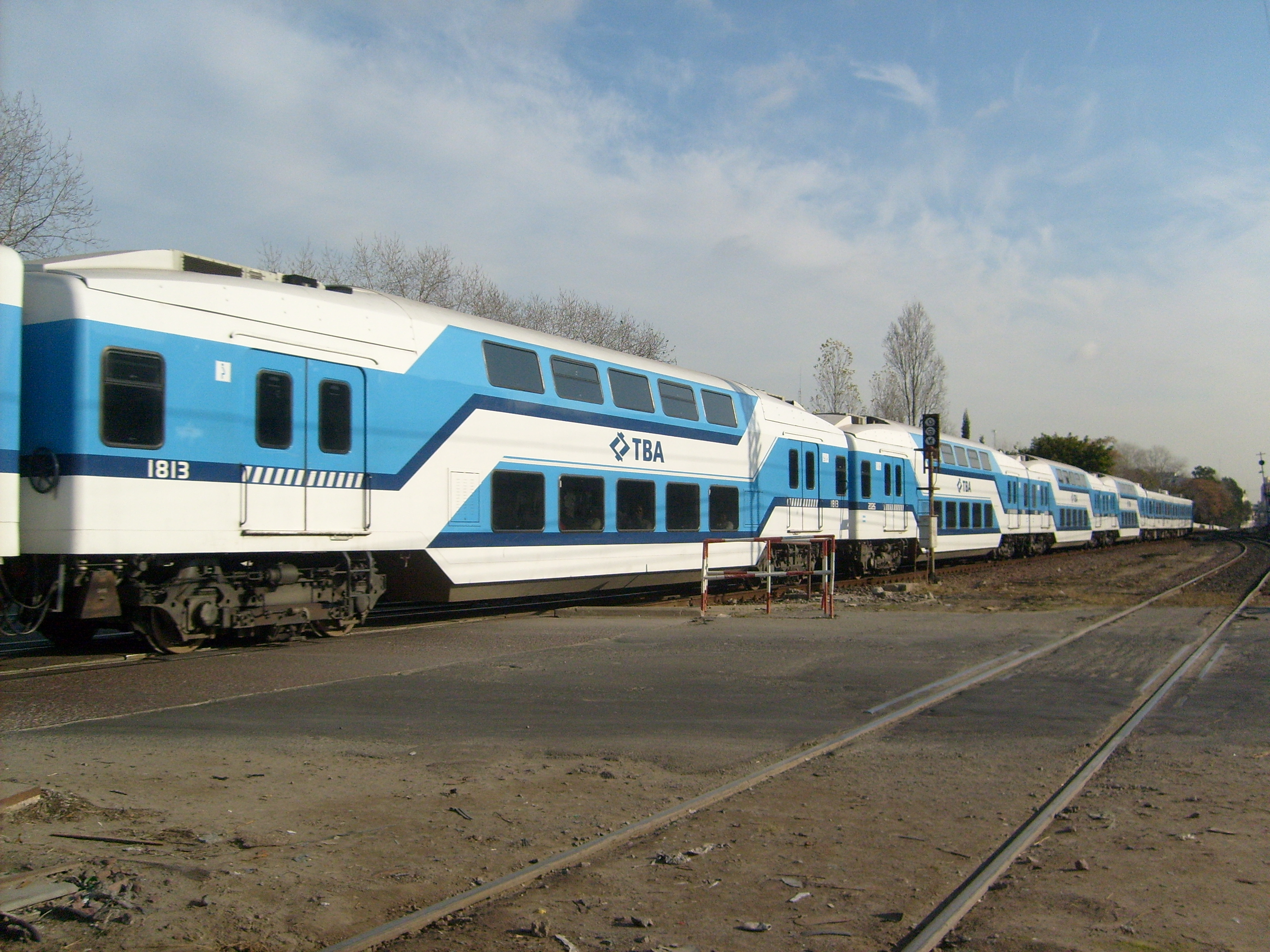
Cotxes elèctrics argentins de dos pisos.

L'any 2005, Emprendimientos Ferroviarios, Trenes de Buenos Aires, l'Institut Nacional de Tecnologia Industrial i el Govern Nacional de l'Argentina van subscriure un acord per iniciar el disseny i construcció nacionals de trens de doble pis. Això es va decidir a causa del nombre creixent de passatgers que utilitzaven la Línia Sarmiento, que dona servei a Buenos Aires. El primer prototip es va llançar el 2005, però la producció en massa va començar a mitjans del 2008. El 2013, aquests cotxes es van retirar de la línia i es van substituir per noves unitats d'un sol pis.
Al 2020, Trenes Argentinos va llançar un concurs públic per recuperar aquests autocars de dos pisos, per a serveis interurbans i de llarg recorregut, dotant-los de seients reclinables, entrades USB i altres equipaments.

### Austràlia

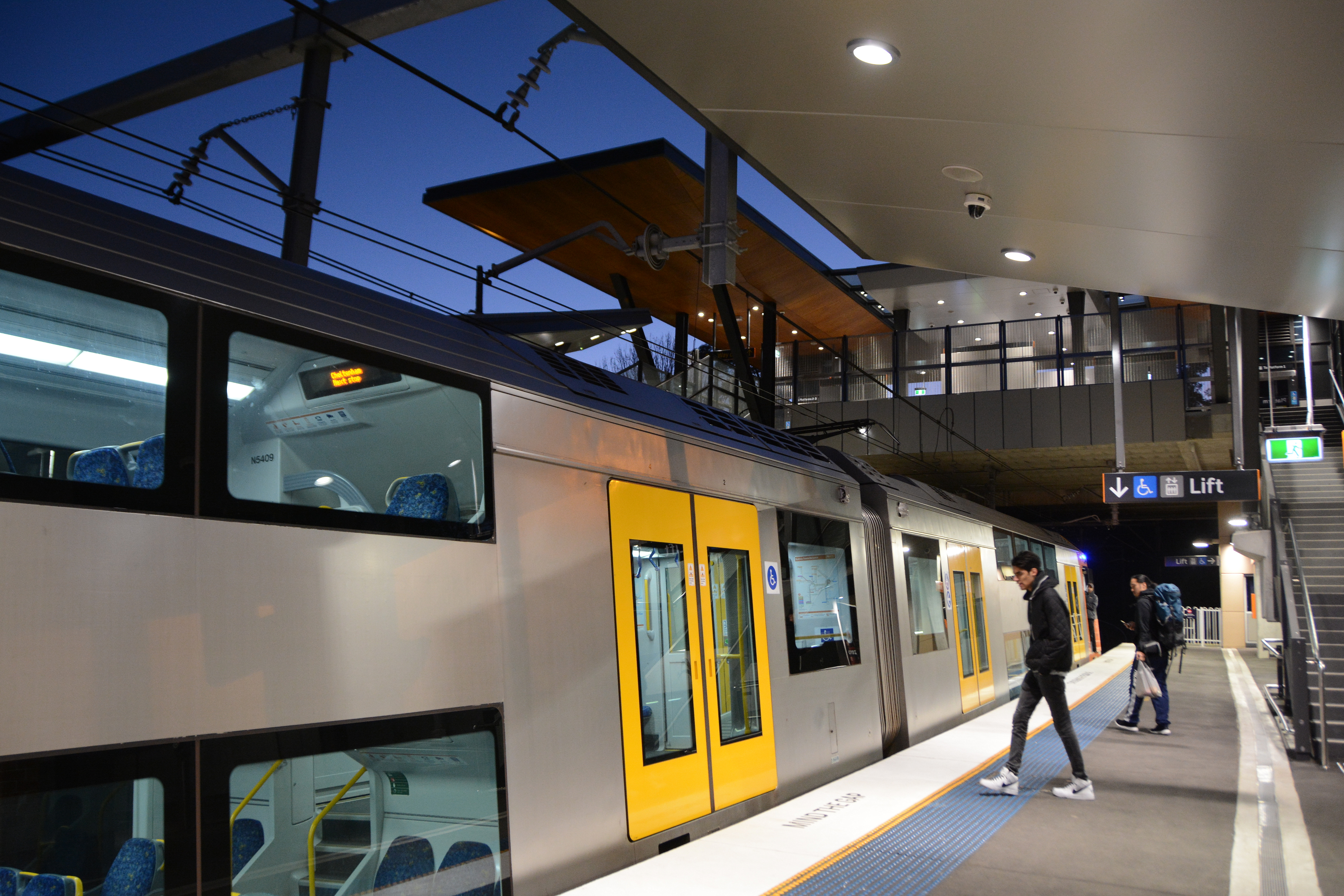
Sydney Trains Un conjunt

El 1964 es van construir els primers cotxes de dos pisos per al sistema ferroviàri de Sydney. Després de l'èxit dels tràilers es van construir quatre cotxes més de dos pisos el 1968.
A partir de 1972 es van construir més unitats múltiples de dos pisos. Tots els trens elèctrics suburbans i interurbans de Sydney són ara de dos pisos. Tots els cotxes de dos pisos tenen dues portes per costat, amb un vestíbul a cada extrem a l'alçada de la plataforma.

### Finlàndia
A Finlàndia es va començar a operar cotxes de dos pisos el 1998. Dissenyats i fabricats per Transtech a Kajaani, cada cotxe té dues entrades al nivell inferior, que permeten l'entrada a nivell des de les andanes de l'estació. Les seccions finals de cada cotxe i les connexions entre cotxes es troben a nivell mitjà.
L'operadora finlandesa va presentar els seus primers cotxes llit de dos pisos l'1 de febrer de 2006. Les cabines de dos llits de la coberta superior tenen lavabos i dutxes, mentre que les cabines de la coberta inferior utilitzen llits compartits.
Els cotxes de dos pisos estan dissenyats per circular a velocitats més altes que els cotxes de passatgers normals: fins a 200 km/h, encara que el límit es va reduir més tard per als trens que entraven als túnels. Els vagons s'utilitzen sovint en trens InterCity de dos pisos (coneguts com IC).

### França

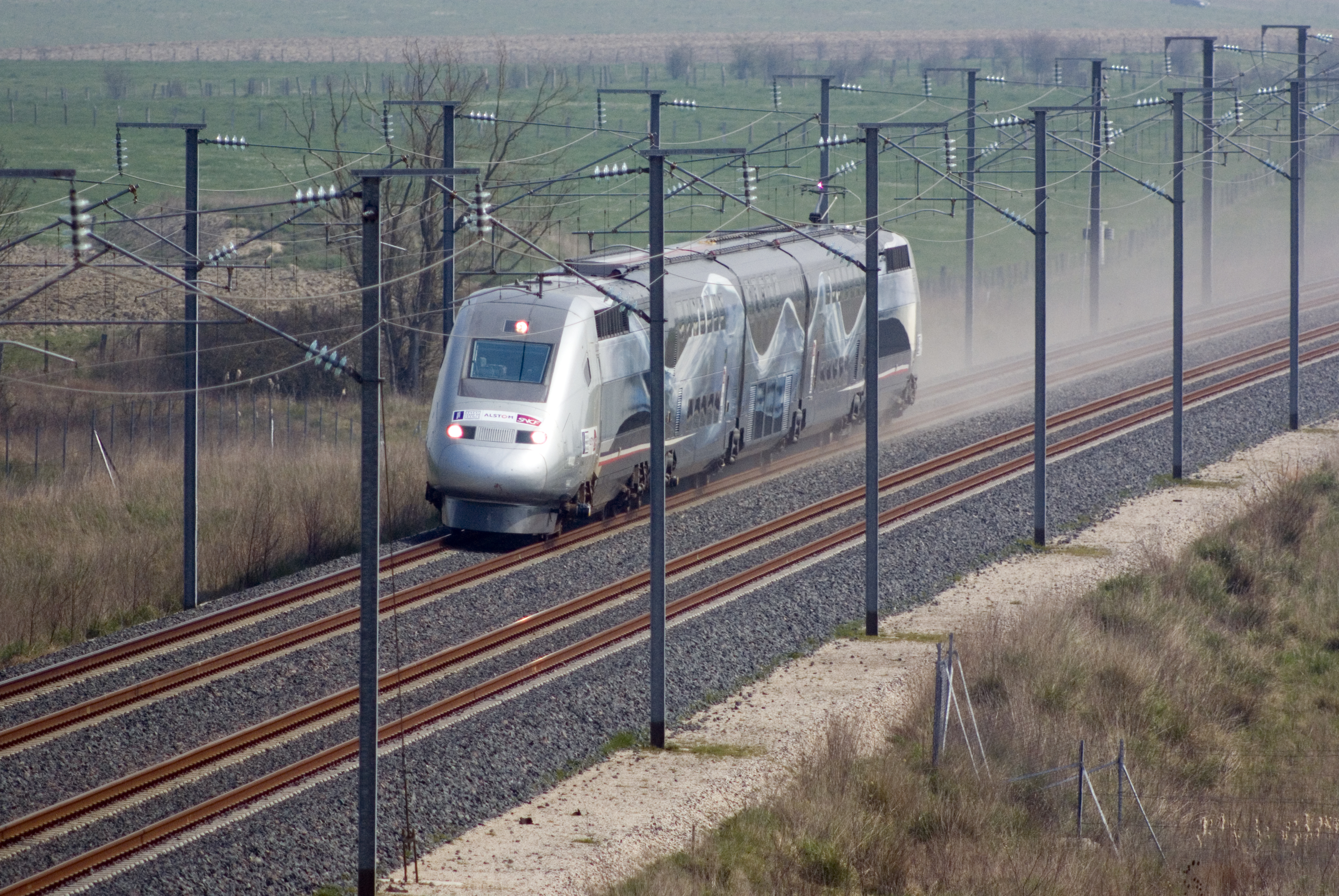
TGV 4402 arribant a 574,8 km/h

Els Chemins de fer de l'État de França van fer funcionar trens suburbans de dos pisos des de 1933. El seu successor, la SNCF, gestiona trens de dos pisos des de 1975.
SNCF va començar a fer funcionar trens RER de dos pisos el 1982, seguit de la RATP el 1995. I des de 1996, SNCF gestiona cotxes TGV de dos pisos en serveis d'alta velocitat molt utilitzats, com ara la línia París-Lió-Marsella. Els TGV Duplex són els trens de dos pisos més ràpids del món amb una velocitat màxima comercial de 320 km/h. El tren 4402 també té el rècord mundial de velocitat per a trens convencionals, arribant als 574,8 km/h el 2007.

### Itàlia

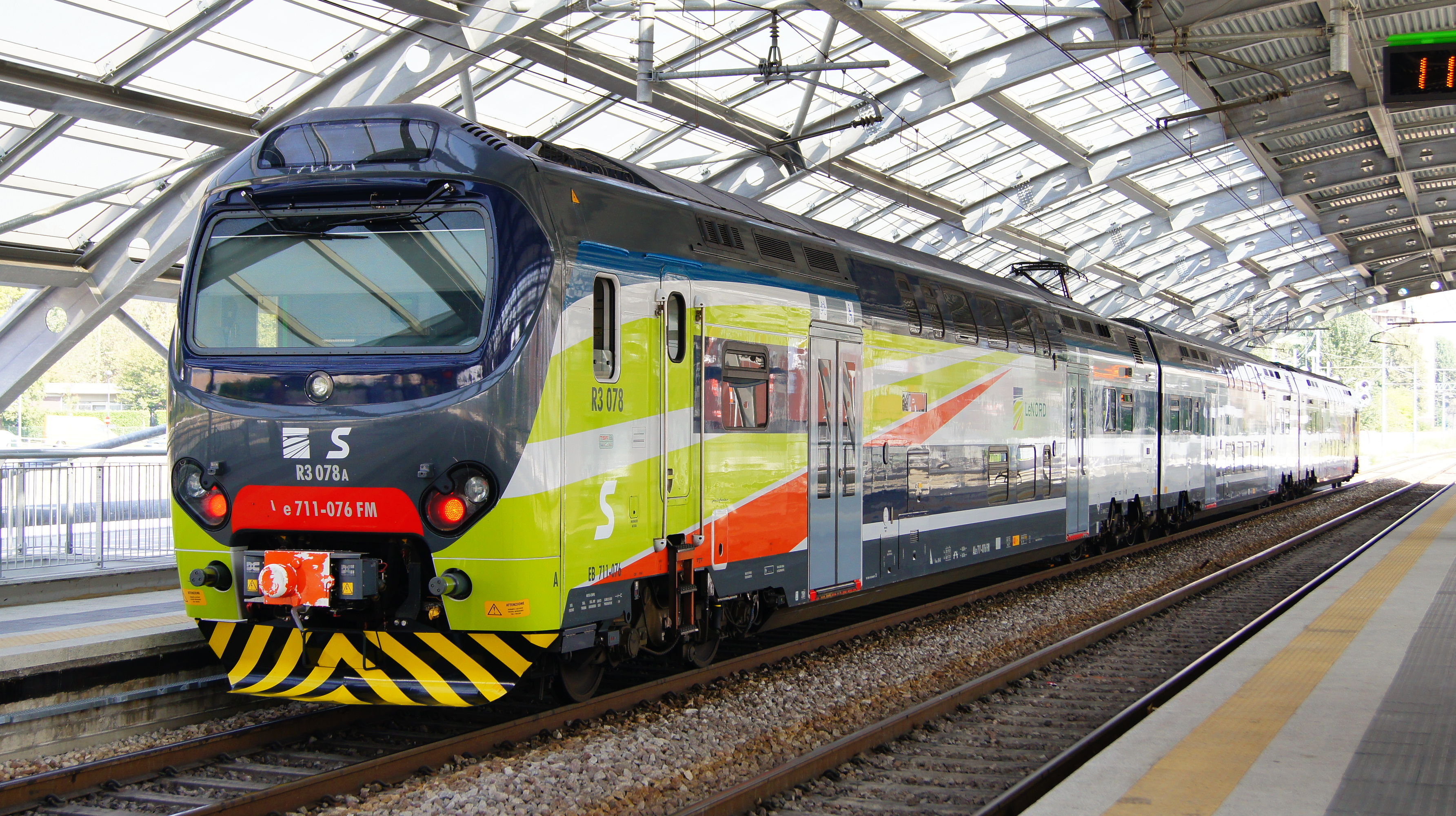
Tren italià de dos nivells TSR a l'estació de tren de Milano Affori

A la dècada de 1970, amb l'augment dels desplaçaments massius a les grans ciutats, els Ferrovie dello Stato es van veure obligats a augmentar ràpidament la capacitat dels seus serveis amb un tren de doble pis basat en el francès VB2N. Avui, els trens de dos pisos també estan en ús per altres companyies ferroviàries privades com la Ferrovie Nord Milano.

### Suècia

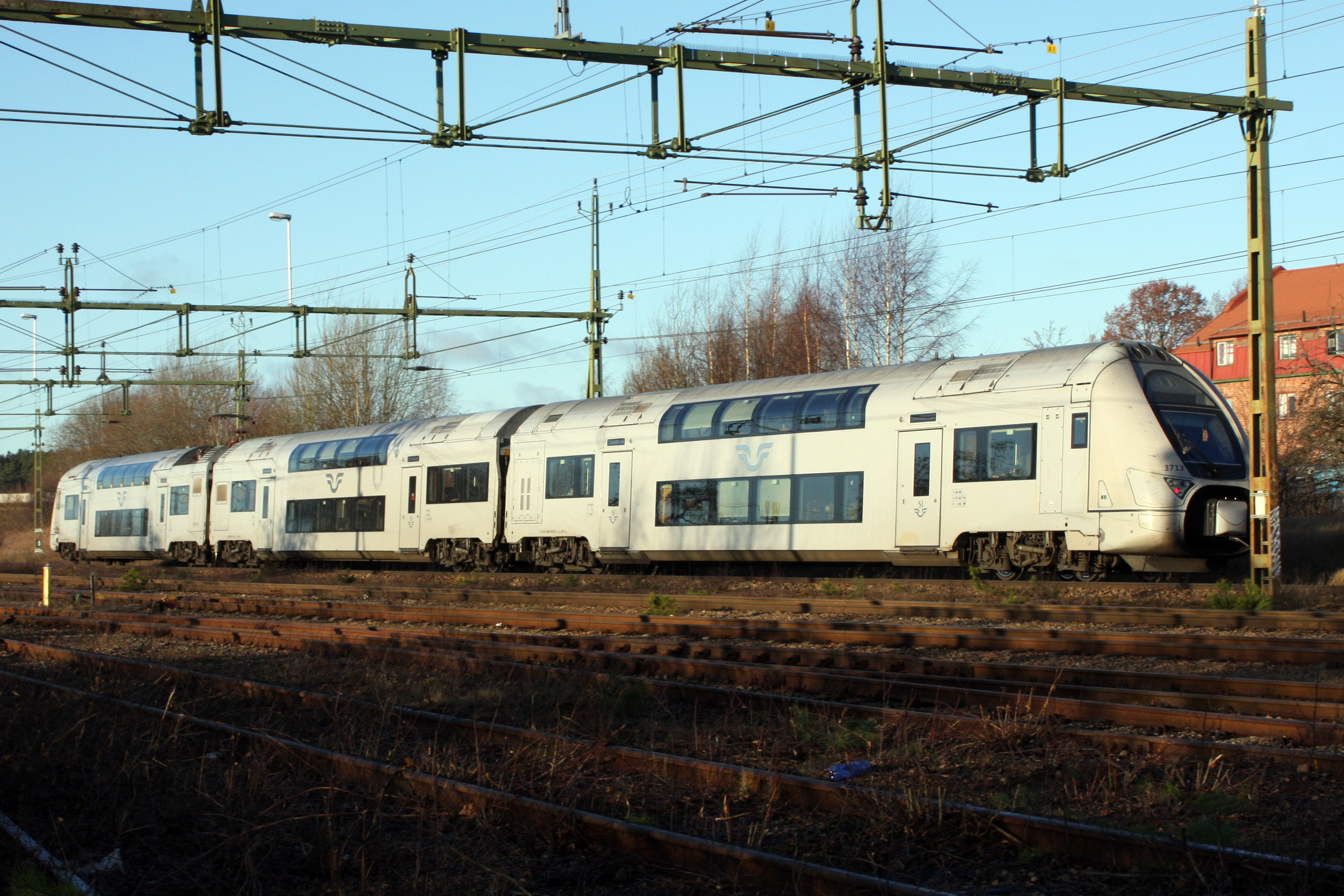
X40 operat per SJ AB

A Suècia hi ha 43 UME de dos pisos construïdes per Alstom i designades de classe X40 . Les UME venen en una versió de dos i tres cotxes. Els trens s'utilitzen principalment en serveis regionals a les zones al voltant del llac Mälaren i en els trens entre Gävle i Linköping. Tenen una velocitat màxima de 200 km/h.

### Suïssa

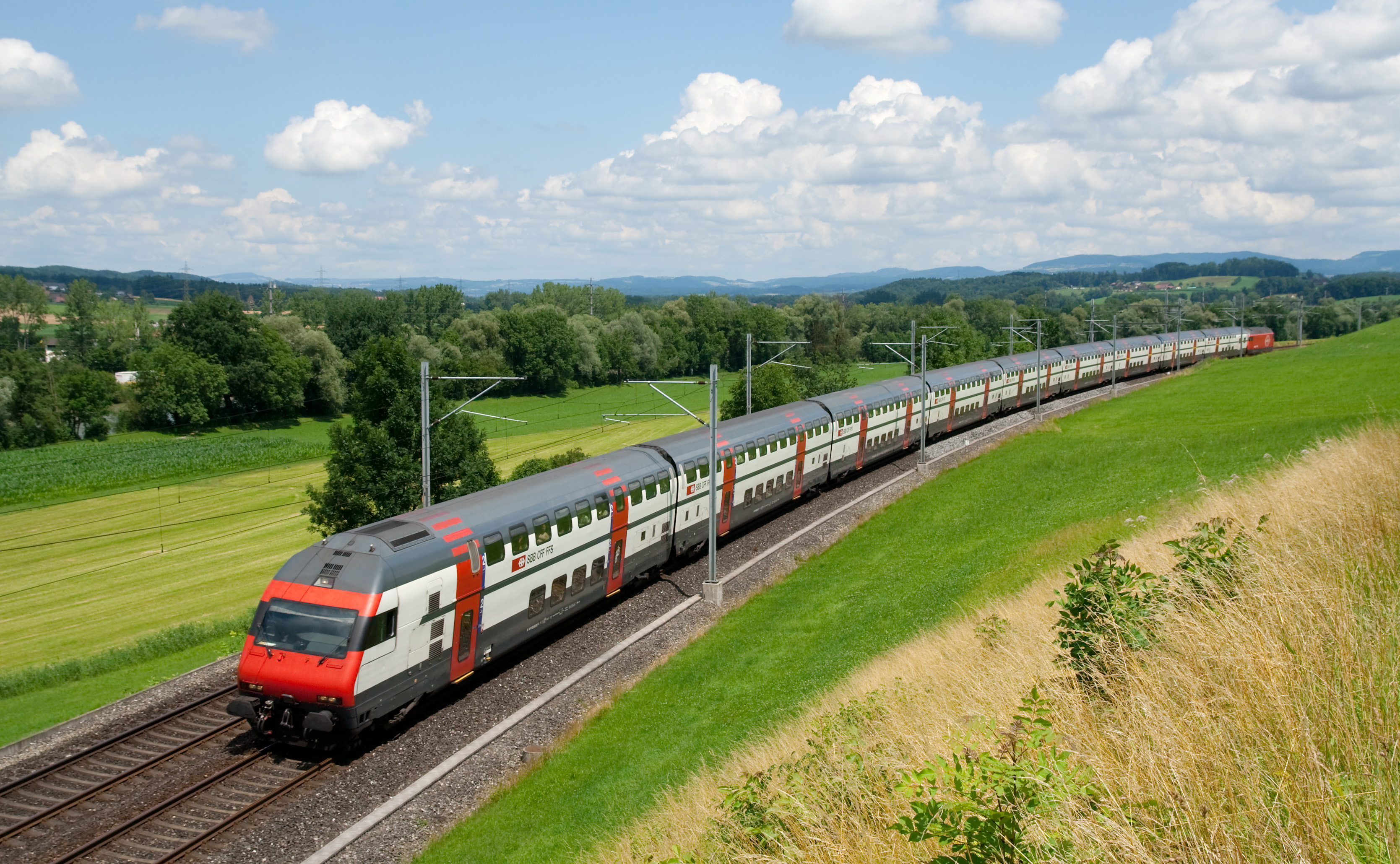
IC 2000 entre Zuric i Lucerna

Els trens de rodalies de dos pisos són utilitzats pel S-Bahn de Zuric. S'utilitzen tres tipus de trens, un tipus més antic format per una locomotora elèctrica amb vagons de dos pisos, i Unitats Múltiples Elèctriques on els motors estan a bord del vagó. A partir del 2010, un tercer tipus, el Stadler KISS, ha entrat en servei.
Els Ferrocarrils Federals Suïssos també operen amb trens de passatgers de dos pisos a la major part de Suïssa per als serveis d'alta velocitat InterCity i InterRegio.

### Espanya
A Espanya s'utilitzen trens de doble pis de la sèrie 450 de RENFE en serveis de Rodalies, sobretot en els nuclis de Barcelona i Madrid. A Barcelona el podem veure a la línia R2.
Al març de 2021 es va adjudicar un contracte de 211 trens nous a Stadler i Alstom per a substituir els trens de les sèries 450, 451 i 447. Alstom fabricarà trens de cotxes mixts, d'una i dues plantes, per a donar servei als nuclis de rodalies.

### Ucraïna

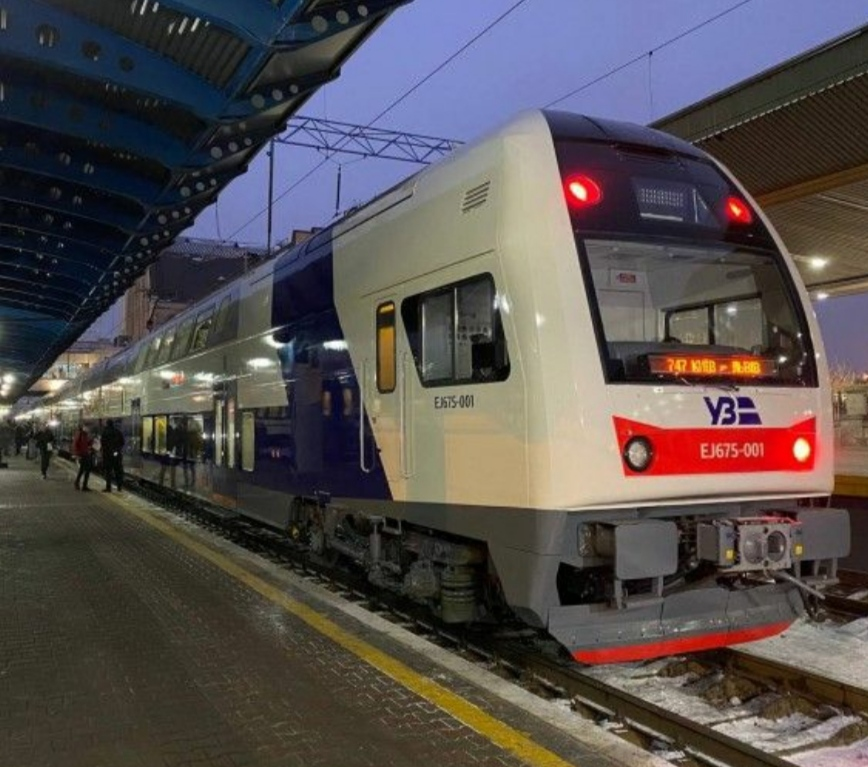
EJ675-001

Ucraïna utilitza trens EJ675 produïts per Škoda per als viatges intercity+.
A partir del 23 d'agost de 2022, aquests trens circulen per les rutes següents:
- Kíiv-Rivne-Lutsk[5][6]
- Kíiv-Txerníhiv[7]

Un total de 2 vagons EJ675 i 6 vagons viatgen per Ucraïna. La idea inicial de comprar aquests trens era transportar passatgers a l'Euro-2012 el que van fer.